# Communauté de communes du Pays de Montmédy
La communauté de communes du Pays de Montmédy  est une communauté de communes française située dans le département de la Meuse et la région Grand Est.

## Histoire
La communauté de communes a été créée le 1er janvier 1999.

## Territoire communautaire

### Géographie
L'intercommunalité est située au nord du département et fait partie de la Lorraine gaumaise, territoire transfrontalier qui regroupent 35 communes belges et françaises.

Carte de la communauté de communes du Pays de Montmédy au 1er janvier 2020.

### Composition
La communauté de communes est composée des 25 communes suivantes :

| Nom                    | Code Insee | Gentilé      | Superficie (km2) | Population (dernière pop. légale) | Densité (hab./km2) |
| ---------------------- | ---------- | ------------ | ---------------- | --------------------------------- | ------------------ |
| Montmédy (siège)       | 55351      | Montmédiens  | 23,49            | 2 018 (2022)                      | 86                 |
| Avioth                 | 55022      | Aviothois    | 6,5              | 120 (2022)                        | 18                 |
| Bazeilles-sur-Othain   | 55034      | Bazeillois   | 7,66             | 109 (2022)                        | 14                 |
| Breux                  | 55077      |              | 12,99            | 261 (2022)                        | 20                 |
| Chauvency-le-Château   | 55109      |              | 8,82             | 225 (2022)                        | 26                 |
| Chauvency-Saint-Hubert | 55110      |              | 10,76            | 216 (2022)                        | 20                 |
| Écouviez               | 55169      | Écouvinois   | 4,3              | 534 (2022)                        | 124                |
| Flassigny              | 55188      | Flassigniens | 6,66             | 45 (2022)                         | 6,8                |
| Han-lès-Juvigny        | 55226      |              | 5,44             | 125 (2022)                        | 23                 |
| Iré-le-Sec             | 55252      |              | 8,31             | 151 (2022)                        | 18                 |
| Jametz                 | 55255      | Jamessins    | 17,44            | 250 (2022)                        | 14                 |
| Juvigny-sur-Loison     | 55262      | Juvignasiens | 16,42            | 248 (2022)                        | 15                 |
| Louppy-sur-Loison      | 55306      |              | 14,36            | 118 (2022)                        | 8,2                |
| Marville               | 55324      | Marvillois   | 19,55            | 514 (2022)                        | 26                 |
| Quincy-Landzécourt     | 55410      | Quincourtis  | 12,48            | 138 (2022)                        | 11                 |
| Remoiville             | 55425      |              | 9,7              | 130 (2022)                        | 13                 |
| Thonne-la-Long         | 55508      |              | 9,5              | 357 (2022)                        | 38                 |
| Thonne-le-Thil         | 55509      |              | 11,38            | 276 (2022)                        | 24                 |
| Thonne-les-Près        | 55510      |              | 5,42             | 125 (2022)                        | 23                 |
| Thonnelle              | 55511      |              | 6,09             | 115 (2022)                        | 19                 |
| Velosnes               | 55544      | Velosnois    | 4,37             | 139 (2022)                        | 32                 |
| Verneuil-Grand         | 55546      |              | 6,21             | 204 (2022)                        | 33                 |
| Verneuil-Petit         | 55547      |              | 3,99             | 109 (2022)                        | 27                 |
| Vigneul-sous-Montmédy  | 55552      |              | 4,63             | 83 (2022)                         | 18                 |
| Villécloye             | 55554      |              | 7,18             | 250 (2022)                        | 35                 |

### Démographie
| 1968  | 1975  | 1982  | 1990  | 1999  | 2007  | 2012  | 2016  | 2017  |
| ----- | ----- | ----- | ----- | ----- | ----- | ----- | ----- | ----- |
| 7 416 | 6 809 | 6 346 | 6 125 | 6 795 | 7 193 | 7 397 | 7 190 | 7 108 |

## Administration

### Siège
Le siège de la communauté de communes est à Montmédy, 1 place Raymond Poincaré.

### Liste des présidents
| Période                                  | Période                        | Identité           | Étiquette | Qualité                                        |
| ---------------------------------------- | ------------------------------ | ------------------ | --------- | ---------------------------------------------- |
| Les données manquantes sont à compléter. |                                |                    |           |                                                |
| ?                                        | juillet 2020                   | Jean-Marie Bradfer |           | Maire d'Écouviez (2001 → 2020)                 |
| juillet 2020                             | En cours (au 4 septembre 2020) | Éric Dumont        |           | Premier adjoint au maire de Montmédy (2020 → ) |

### Compétences
L'intercommunalité exerce les compétences qui lui ont été transférées par les communes membres, dans les conditions définies par le code général des collectivités territoriales.

### Régime fiscal et budget
Construite sur les terrains de la base aérienne lui appartenant, la deuxième plus grande centrale photovoltaïque de France devrait rapporter 375 000 € .